# Речицкое сельское поселение (Орловская область)
Речи́цкое се́льское поселе́ние — муниципальное образование в Ливенском районе Орловской области России.
Создано в 2004 году в границах одноимённого сельсовета. Административный центр — село Речица.

## География
Расположено в западной части района.
Высота местности над уровнем моря колеблется от 215 м до 130 м с уклоном с запада на восток в сторону реки Сосны.
Протяжённость с юго-востока на северо-запад составляет 19 км, с востока на запад 18,7 км.
Речицкое поселение на севере, западе и юго-западе граничит с Покровским, Верховским и Колпнянским районами Орловской области. На юге с Сосновским сельским поселением. На востоке с Коротышским, на северо-востоке с Крутовским.
Водные ресурсы состоят из рек Сосны и Речицы.

## Население
| 2010  | 2012  | 2013  | 2014  | 2015  | 2016  | 2017  |
| ----- | ----- | ----- | ----- | ----- | ----- | ----- |
| 2109  | ↘2067 | ↘2011 | ↘1976 | ↘1944 | ↘1927 | ↘1919 |
| 2018  | 2019  | 2020  | 2021  | 2023  |       |       |
| ↘1877 | ↘1847 | ↗1859 | ↘1660 | ↗1671 |       |       |

## Населённые пункты
В состав сельского поселения (сельсовета) входят 12 населённых пунктов:
| №  | Населённый пункт | Тип     | Население (чел.) |
| -- | ---------------- | ------- | ---------------- |
| 1  | Безодное         | деревня | ↗246             |
| 2  | Калиновка        | деревня | 1                |
| 3  | Космаковка       | деревня | 1                |
| 4  | Новый Путь       | посёлок | 17               |
| 5  | Покровка Вторая  | деревня | ↘412             |
| 6  | Покровка Первая  | село    | ↘214             |
| 7  | Постояльская     | деревня | 34               |
| 8  | Речица           | село    | ↘729             |
| 9  | Сидоровка        | деревня | ↘121             |
| 10 | Теличье          | село    | ↘300             |
| 11 | Угольное         | деревня | 32               |
| 12 | Шиловский        | посёлок | 0                |

## История, культура и достопримечательности
Из достопримечательностей следует отметить обнаруженный на территории бывшей деревни Бунино археологический памятник относящийся к I тысячелетию нашей эры. А также в селе Теличье церковь Успения Божьей матери, построенную в 1861 году:237,238.

## Экономика
Имеется три крупных хозяйствующих субъекта. СПК «Демидовский» (Покровка Первая, Покровка Вторая, Сидоровка, Новый Путь, Шиповский, Угольная), ТВ «Речица» (Речица, Постояльская, Безодное, Калиновка, Космоковка), СПК «Весна» (Теличье):236.

## Инфраструктура
На территории сельского поселения располагаются 3 почтовых отделения, 2 филиала Сбербанка, 2 ФАПа, 1 медпункт, 3 сельских Дома культуры, 10 магазинов, 2 кафе, 2 средних общеобразовательных школы, 1 основная общеобразовательная школа, пекарня.

## Транспорт и связь
По территории сельского поселения проходит автомобильная трасса Орел — Тамбов (Р119).
Населенные пункты сельского поселения связаны между собой и районным центром шоссейными дорогами. В качестве общественного транспорта действует автобусное сообщение с Ливнами и маршрутное такси.
В Речицком сельском поселении работают 4 сотовых оператора Орловской области:
- МТС
- Билайн, компания Вымпел-Регион
- Мегафон, компания ЗАО Соник дуо
- TELE2

## Администрация
Администрация сельского поселения находится в селе Речица, ул. Центральная, д. 51.

Её главой является — Ревин Сергей Васильевич.